# Consulta popular de Ecuador de 2017
La consulta popular de Ecuador de 2017 fue una convocatoria impulsada por Rafael Correa sobre la propuesta de un "Pacto ético" para que los representantes populares que sean electos por los ecuatorianos promuevan la inversión dentro del país, retornando sus cuentas en el exterior a Ecuador. Esto se da por la polémica de los Panama Papers; con esta medida el gobierno se dispone a combatir la corrupción y la evasión tributaria.

## Desarrollo
El expresidente de la república, Rafael Correa, el día 14 de julio de 2016 a las 22:00 (hora local) anunció en cadena nacional que envió a la Corte Constitucional el pedido de la consulta popular con el objetivo de prohibir que funcionarios públicos tengan bienes o capitales en paraísos fiscales, esta se realizó el 19 de febrero del 2017, el mismo día de las elecciones generales.
El 15 de noviembre de 2016, la Corte Constitucional del Ecuador aprobó el pedido de Rafael Correa para convocar a consulta popular sobre un denominado "Pacto Ético". Esto se aprobó con el texto de la pregunta que plantea lo siguiente:

¿Está usted de acuerdo en que, para desempeñar una dignidad de elección popular o para ser servidor público, se establezca como prohibición tener bienes o capitales, de cualquier naturaleza, en paraísos fiscales?

Por lo tanto, en el plazo de un año, contado a partir de la proclamación de los resultados definitivos de la presente consulta popular, la Asamblea Nacional reformará la Ley Orgánica de Servicio Público, el Código de la Democracia y las demás leyes que sean pertinentes, a fin de adecuarlos al pronunciamiento mayoritario del pueblo ecuatoriano. En este plazo, los servidores públicos que tengan capitales y bienes, de cualquier naturaleza, en paraísos fiscales deberán acatar el mandato popular y su incumplimiento será causal de destitución.

De ganar el SÍ, los funcionarios públicos con capitales en paraísos fiscales tendrían un año para retornarlos al país. Por ello la consulta no pretende afectar a ningún candidato en particular, ya que solo en el caso de resultar electo y de tener bienes o capitales en paraísos fiscales, debería retornar sus capitales en el transcurso de un año según lo especifica la pregunta.

## Campaña
Entre las agrupaciones políticas que apoyan el SÍ  se encuentran: Alianza PAIS, Partido Socialista Ecuatoriano, Avanza y Fuerza Compromiso Social; en tanto, las que impulsan el No son: el Partido Social Cristiano, Adelante Ecuatoriano Adelante, Unidad Popular, Pachakutik, Movimiento Concertación, Movimiento CREO y Fuerza Ecuador.

## Resultados
| Resultados      | Resultados | Resultados |
| Elección        | Votos      | Porcentaje |
| --------------- | ---------- | ---------- |
| Si              | 5 030 579  | 48,08%     |
| No              | 4 096 559  | 39,15%     |
| Blancos / Nulos |            |            |
| Blancos         | 904 648    | 8,64%      |
| Nulos           | 431 848    | 4,12%      |
| Sufragantes     |            |            |
| Sufragantes     | 10 472 302 | 81,64%     |
| Ausentismo      | 2 354 626  | 18,36%     |

Las cifras anteriores se refieren al total de votos totales emitidos. Según Art. 106 de la Constitución de la República del Ecuador, para que un asunto propuesto a referéndum, consulta popular o revocatoria del mandato, sea aprobado, se requiere la mayoría absoluta de votos válidos. Siendo así los porcentajes para ese cómputo son 55.12% para el sí y 44.88% por el no, según se muestra en el gráfico a la derecha.
Fuente: CNE (100% escrutado)